# 南野 (名古屋市)
南野（みなみの）は、愛知県名古屋市南区の地名。現行行政地名は南野一丁目から南野三丁目。住居表示未実施。

## 地理
名古屋市南区南部に位置する。東は星崎一丁目、西は要町、南は鳴尾一丁目・上浜町、北は元塩町に接する。

## 歴史

### 町名の由来
南野村の名に由来する。

### 沿革
- 1967年（昭和42年）6月30日 - 南区南野一丁目が星崎町・丹後通の各一部により、南野二丁目が星崎町・鳴尾町・丹後通の各一部により、南野三丁目が星崎町・鳴尾町の各一部によりそれぞれ成立する[1]。
- 1973年（昭和48年）2月8日 - 南野二丁目に鳴尾町・星崎町の各一部を編入する[1]。
- 1979年（昭和54年）8月1日 - 南野一丁目に埋立地の一部を編入する[1]。

## 世帯数と人口
2019年（平成31年）4月1日現在の世帯数と人口は以下の通りである。
| 丁目       | 世帯数  | 人口    |
| ---------- | ------- | ------- |
| 南野一丁目 | 32世帯  | 66人    |
| 南野二丁目 | 397世帯 | 815人   |
| 南野三丁目 | 303世帯 | 740人   |
| 計         | 732世帯 | 1,621人 |

### 人口の変遷
国勢調査による人口の推移
| 2000年（平成12年） | 1,012人 | [ WEB 6 ] |  |
| 2005年（平成17年） | 1,215人 | [ WEB 7 ] |  |
| 2010年（平成22年） | 1,422人 | [ WEB 8 ] |  |
| 2015年（平成27年） | 1,583人 | [ WEB 9 ] |  |

## 学区
市立小・中学校に通う場合、学校等は以下の通りとなる。また、公立高等学校に通う場合の学区は以下の通りとなる。
| 丁目       | 番・番地等 | 小学校               | 中学校               | 高等学校 |
| ---------- | ---------- | -------------------- | -------------------- | -------- |
| 南野一丁目 | 全域       | 名古屋市立星崎小学校 | 名古屋市立本城中学校 | 尾張学区 |
| 南野二丁目 | 全域       | 名古屋市立星崎小学校 | 名古屋市立本城中学校 | 尾張学区 |
| 南野三丁目 | 全域       | 名古屋市立星崎小学校 | 名古屋市立本城中学校 | 尾張学区 |

## 交通
- 名古屋高速3号大高線[2]
  - 星崎入口・星崎本線料金所[2]
- 愛知県道36号諸輪名古屋線[2]

## 施設

### 南野一丁目
- 丹後公園[2]

### 南野二丁目
- 南野公園[2]
- 浄土宗弘心寺[2]
- 南野第二公園[2]
- 南野第三公園[2]

### 南野三丁目
- 名古屋市立星崎小学校[2]
- 日本通運星崎自動車支店[2]
- 西濃運輸笠寺支店[2]
- 南野第四公園[2]
- ナフコ鳴尾店[2]

ナフコ撤退後、別のスーパーマーケットを経て一度更地化した上で福祉施設とプラスチック工場に分割
- コンパルフーズ

## 史跡
- 南野町遺跡[2]

## その他

### 日本郵便
- 郵便番号 : 457-0068[WEB 3]（集配局：名古屋南郵便局[WEB 12]）。

### WEB
1. 1 2  “愛知県名古屋市南区の町丁・字一覧”.   人口統計ラボ. 2017年10月7日閲覧。
2. 1 2  “町・丁目(大字)別、年齢(10歳階級)別公簿人口(全市・区別)”.   名古屋市 (2019年4月22日). 2019年4月23日閲覧。
3. 1 2  “郵便番号”.  日本郵便. 2019年3月17日閲覧。
4. ↑  “市外局番の一覧”.   総務省. 2019年1月6日閲覧。
5. ↑  名古屋市役所市民経済局地域振興部住民課町名表示係 (2015年10月21日). “南区の町名一覧”.   名古屋市. 2017年10月7日閲覧。
6. ↑  名古屋市役所総務局企画部統計課統計係 (2005年7月1日). “（刊行物）名古屋の町(大字)・丁目別人口 (平成12年国勢調査) 南区” (XLS). 2017年10月8日閲覧。
7. ↑  名古屋市役所総務局企画部統計課統計係 (2007年6月29日). “平成17年国勢調査　名古屋の町(大字)別・年齢別人口 南区” (XLS). 2017年10月8日閲覧。
8. ↑  名古屋市役所総務局企画部統計課統計係 (2012年6月29日). “平成22年国勢調査　名古屋の町(大字)別・年齢別人口 南区” (XLS). 2017年10月8日閲覧。
9. ↑  名古屋市役所総務局企画部統計課統計係 (2017年7月7日). “平成27年国勢調査　名古屋の町(大字)別・年齢別人口” (XLS). 2017年10月8日閲覧。
10. ↑  “市立小・中学校の通学区域一覧”.   名古屋市 (2018年11月10日). 2019年1月14日閲覧。
11. ↑  “平成29年度以降の愛知県公立高等学校（全日制課程）入学者選抜における通学区域並びに群及びグループ分け案について”.   愛知県教育委員会 (2015年2月16日). 2019年1月14日閲覧。
12. ↑  “郵便番号簿 2018年度版” (PDF).   日本郵便. 2019年4月23日閲覧。

### 文献
1. 1 2 3 4  名古屋市計画局 1992, p. 855.
2. 1 2 3 4 5 6 7 8 9 10 11 12 13 14 15 16  「角川日本地名大辞典」編纂委員会 1989, p. 1545.
3. ↑  名古屋市計画局 1992, p. 587.